# 月の港ボルドー
「月の港ボルドー」は、かつて港町として栄えたボルドーの歴史地区を指す。フランスの世界遺産の一つである。「月の港」とは、このボルドーを指す異称であり、ガロンヌ川が三日月形に湾曲した地点の南岸に沿って発達した交易港であったことに因む。
世界遺産登録に当たって特に評価されたのは、ルイ＝ユルバン＝オーベール・ド・トゥルニー (Louis-Urbain-Aubert de Tourny) らによって形成された啓蒙時代の新古典主義建築の都市計画および歴史的建造物群が現在も良好に保存されていることである。
加えて、ケルト時代（古代ローマの植民都市になる以前）に町が創設された古い歴史を持ち、アキテーヌ公国の首府だった。
2000年頃以降の都市計画により、歴史的中心地区で歩行者空間との融和が大きく進んだ（トラムの導入を含む）。

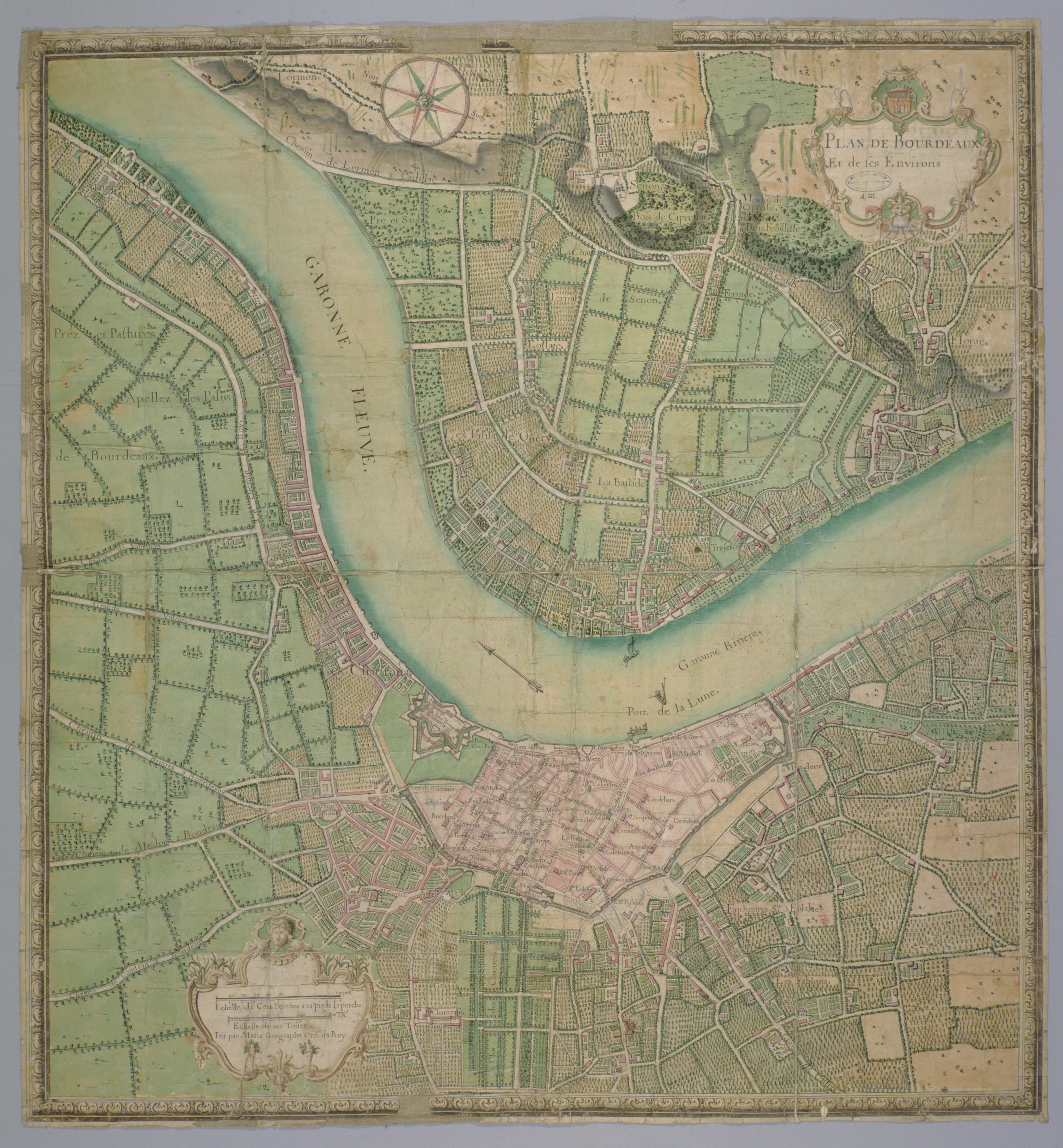
18世紀のボルドーの地図（下が旧市街に当たる右岸）

## 歴史
ボルドーは、古くからのこの地の中心都市だった。
17世紀半ばから18世紀末のフランス革命期までが、近世以降のボルドー史における絶頂期として知られている。この時期に近代的な港が整備され繁栄を支えた。
ボルドーはワインを扱うとともに、サン・ドマングをはじめとするアンティル諸島の植民地で生産された砂糖やコーヒー、そして奴隷なども扱った。ボルドーは、植民地から買い入れた商品をドイツやオランダの諸都市に売る中継貿易によって潤った。

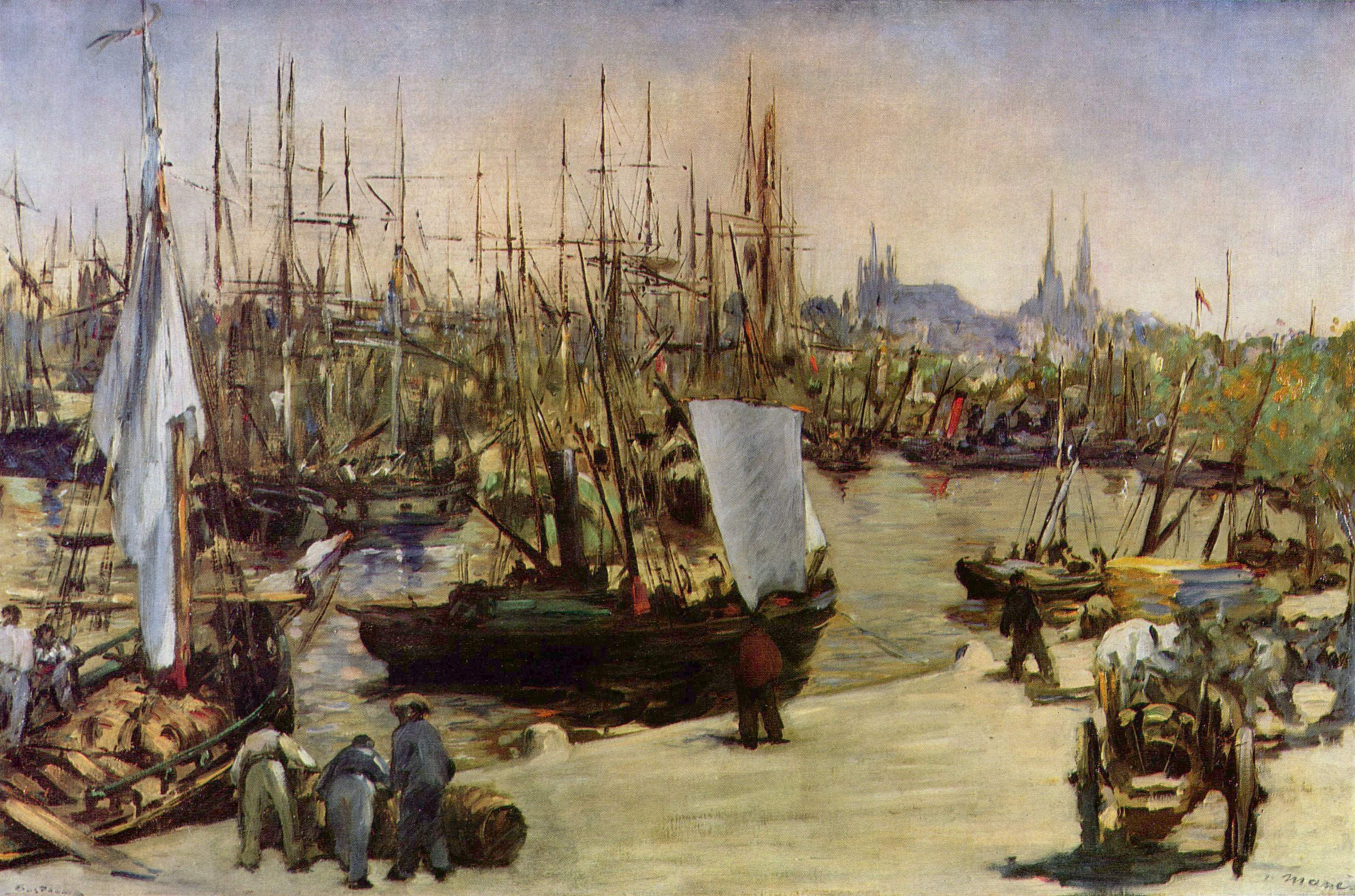
マネが描いた『ボルドーの港』

1730年には1000万リーヴルにすぎなかった植民地貿易額は、フランス革命前夜の1788年には1億1000万リーヴル超という急成長を遂げ、ナントやマルセイユの二倍以上にもなった。貿易総額も年平均額は18世紀を通じて、2億リーヴル台から10億リーヴル台へと成長している（名目値だが、実勢値で修正しても3倍増にはなっていたと見積もられている）。
大司教やアンタンダン（地方長官）、王に派遣された執政官らは、都市を美しく飾り、不衛生な沼地の郊外を干拓した。
アンタンダンのトゥルニーとブーシェ (Boucher) は、都市改造および旧市街の城壁を取り壊しを始めた。建築家アンドレ・ポワチエ (André Portier) は、城壁の幾つかの門を残し壮麗な凱旋門へ作り変えた。
また、ヴィクトル・ルイ (Victor Louis) により大劇場 (Grand Théâtre) が建てられた。
ルイ15世お抱えの建築家アンジュ＝ジャック・ガブリエル (Ange-Jacques Gabriel) は、トゥルニーの要請で作られた公の庭園をボルドーの人々に気に入られる緑地や散歩道にしようとした。河岸に臨むショーウインドーとも言うべき建造物群、すなわちヴェルサイユ型の壮麗なブルス宮殿・広場も手がけた。
18世紀のボルドーは、その近郊の出身であったモンテスキューを先駆とする啓蒙時代において、ヨーロッパの中心都市のひとつであった。

### 19世紀
ナポレオンの命によりピエール橋が1822年に建設された。
しかし、19世紀以降、ボルドーは、徐々に、工業化の発展、船舶の大型化への対応、鉄道網の発達などに遅れをとり、フランス経済の第一線からは退いた。

## 18世紀以降の都市計画に関わる名所
登録対象（中核地域）に含まれる観光名所には以下のものがある。

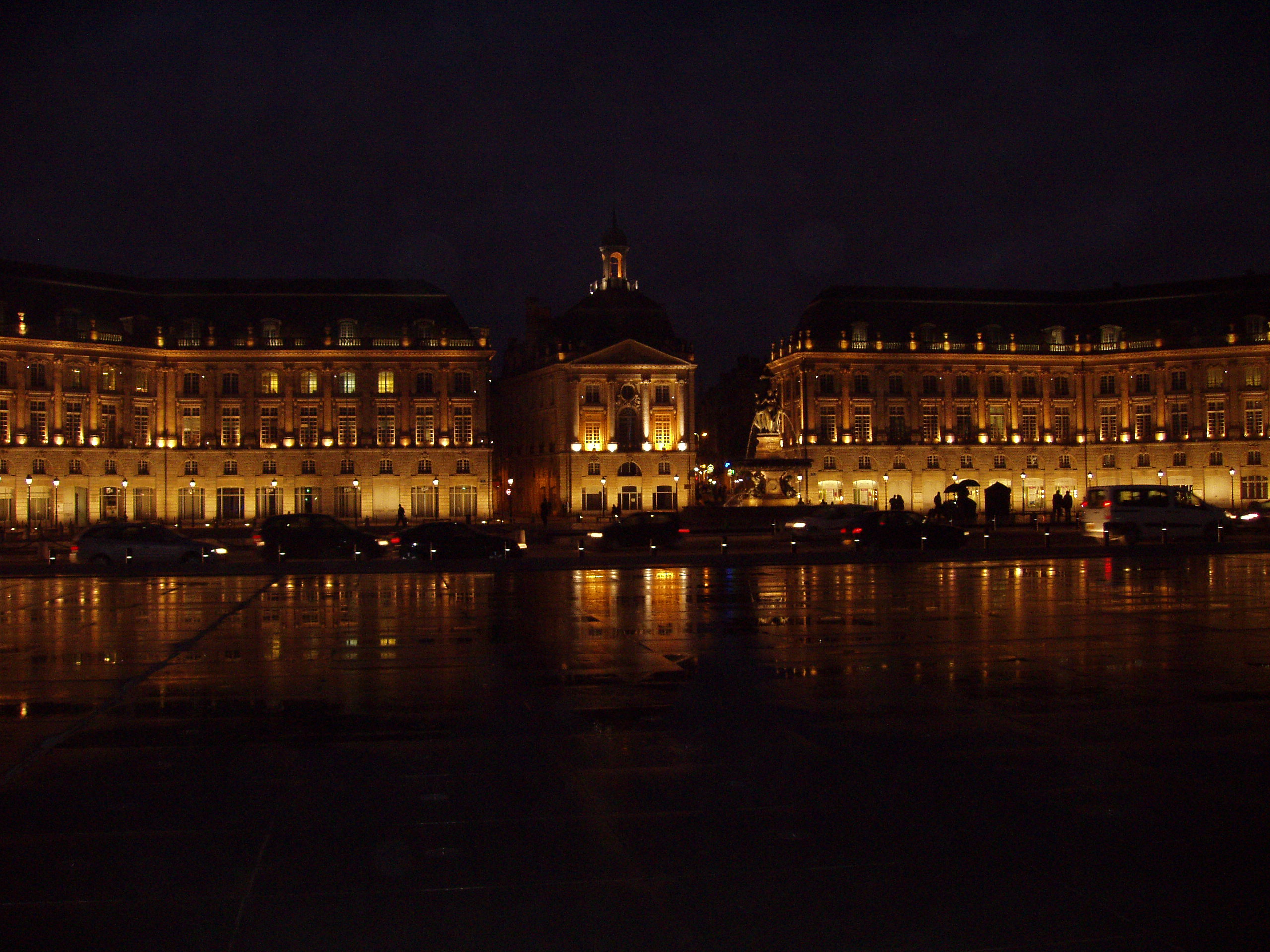
ブルス広場（夜景、宮殿・フェルム館が水盤鏡にも映っている）

### ブルス広場
ブルス広場 (place de la Bourse)は、旧市街地中心部がガロンヌ川に面する場所にある。
ブルス広場およびそれを半円形に囲む建物（北半分がブルス宮殿、南半分がフェルム館（l'Hôtel des Fermes））は、アンタンダンのブーシェの下で、王付建築家アンジュ＝ジャック・ガブリエルによって、1730年から1775年にかけて手がけられたものである。当時の広場の名称は王国広場 (place Royale) である。
ブーシェはボルドーをガロンヌ川に開かれた都市にしたいと考え、右岸からやってくる人々を歓迎するような左岸のファサードを作りたいと考えた。王国広場は、中世の城壁を取り壊してつくられたが、それは彼のそうした考えを反映したものである。
王国広場と宮殿・フェルム館は、広場の中央に配されたルイ15世の騎馬像を囲む宝石箱のようなものとして企図され、1749年に落成するや、都市の繁栄のシンボルとされた。
フランス革命が起こると1792年に騎馬像は溶かされ、代わりに自由の樹が立てられ、広場は自由広場 (place de la Liberté) と改称された。第一帝政になると広場は帝国広場 (place Impériale) と改称されたが、復古王政期になると新王国広場 (nouveau place Royale) とさらに改称された。1828年には、広場の中央に白い柱頭と地球儀を戴いた慎ましやかな噴水が置かれた。
7月王政が倒れた1848年にブルス広場と改称され、現在もこの名称が使われている。1869年には、広場の中央のモニュメントは、ルイ・ヴィスコンティ (Louis Visconti) の設計に基づく三女神の噴水 (fontaine des Trois Grâces) に置き換えられた。
この広場は、18世紀フランスの古典主義建築の最も代表的な作品の一つである。現在は、広場の北のブルス宮殿にはボルドーの商工会議所と郵便局が入っている。南のフェルム館（l'Hôtel des Fermes）には関税関係の事務局と関税博物館が入っている。フェルム館の彫刻は芸術の守護神ミネルウァと商業神メルクリウスを表している。
2009年、ミシェル・コラジュが設計した「水の鏡」（数分置きに霧を散布し水が張られる水盤）が広場に設置された。

### 大劇場

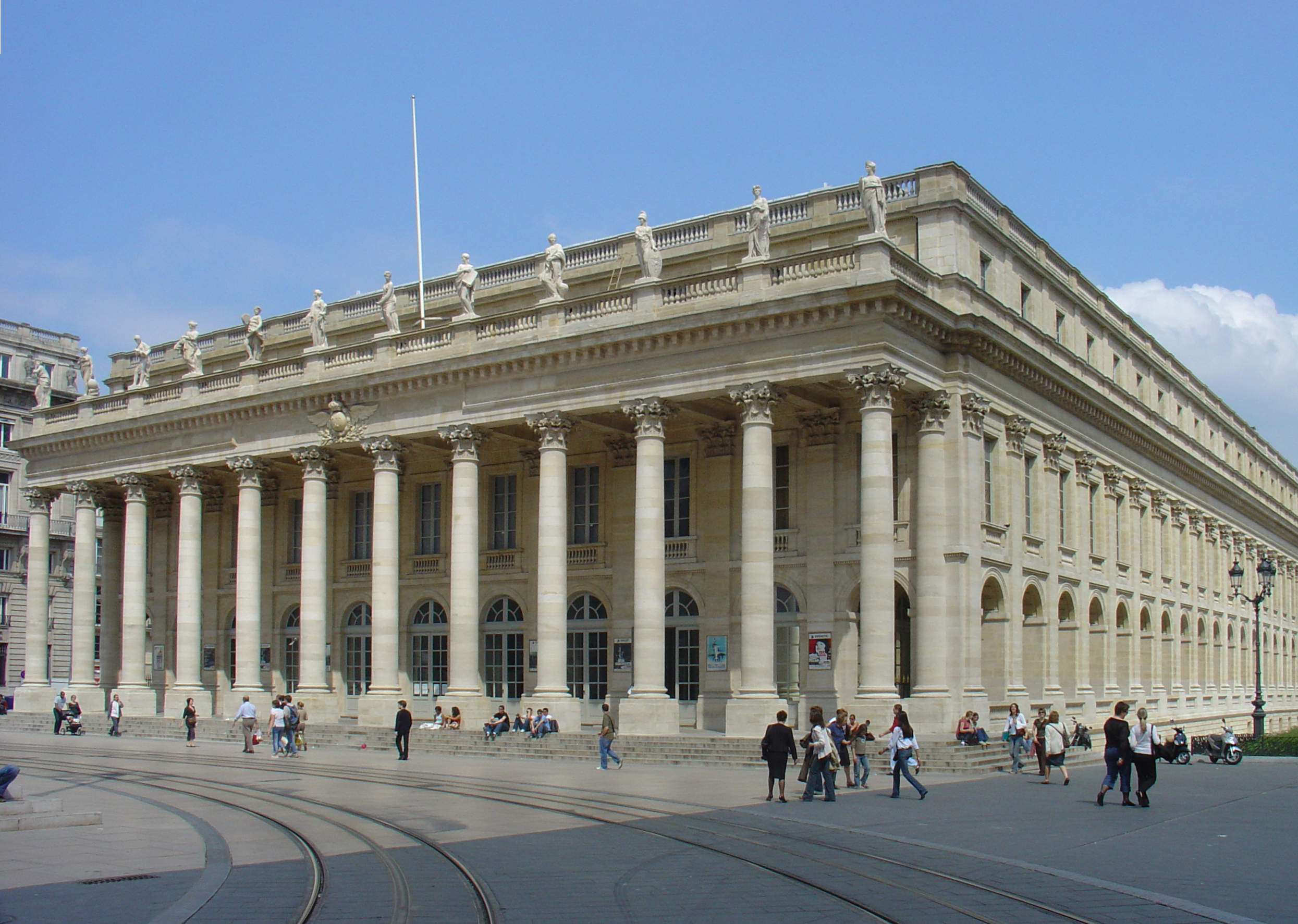
大劇場

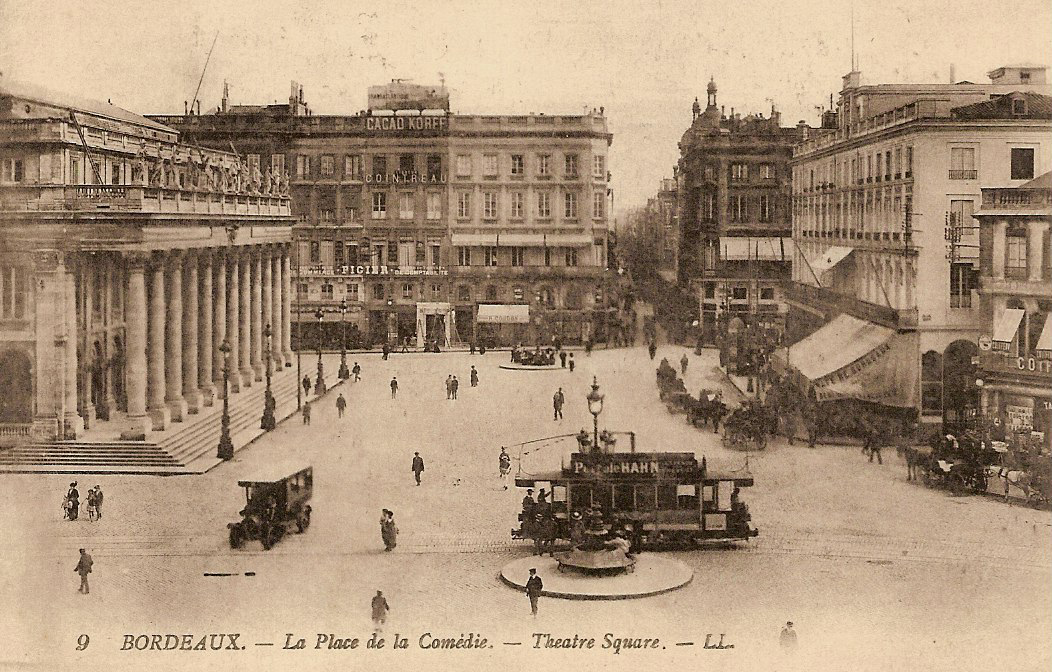
1900年頃のコメディ広場

大劇場は、コメディ広場にある。この広場は元々は町を守護する女神トゥテラ (Tutela) の柱が立つガロ＝ローマン期の大集会場の跡地に成立したものである。
大劇場は建築家ヴィクトル・ルイによって1773年から1780年に建てられたもので、ルネサンス様式を採用した優れた建築として史跡に指定されている。パリのオペラ座を手がけたシャルル・ガルニエは、オペラ座を設計するに当たり、この大劇場に触発されたといわれる。
ファサードは12本のコリント様式の円柱が並び、12体の石像で飾られている。その石像は、ウェヌス、ユノ、ミネルウァ、9人のムーサイという計12人の女神を象っている。
何度か改修が行われているが、1991年の改修では、大理石や黄金を用いた本来の内装が再現されている。

### トゥルニー通り
コメディ広場からトゥルニー広場に抜ける通りが、トゥルニー通り (Allée de Tourny) である。これは、1743年から1757年にトゥルニーによって整備された。幅65m、長さ265mで、通りの偶数番地側には、ルイ15世様式 (Style Louis XV) のファサードを持つ建物が並んでいる。それらの建物は元は2階建てでしかなかったが、取り壊された後、より高層に建て直された。
奇数番地側の建物は19世紀になって建てられた。現在の広場には、メリーゴーラウンドが設置されている。

### カンコンス広場

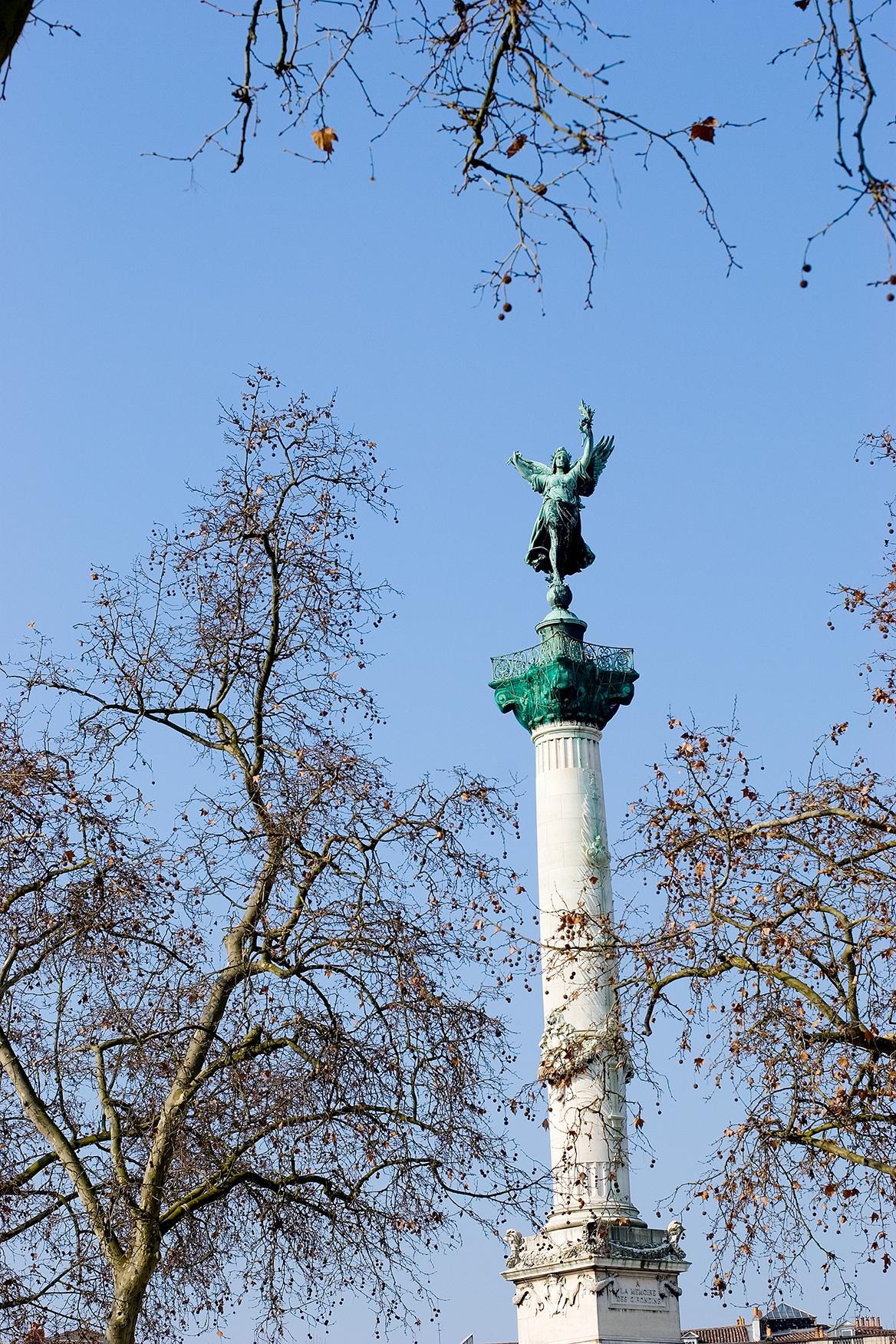
ジロンド派記念碑（カンコンス広場）

カンコンス広場 (Place des Quinconces) は、アキテーヌ公の居城に由来するトロンペット城の跡地に作られた広大な広場。12万6000m2 は、ヨーロッパの都市広場としては最大である。
広場自体は1810年から1822年に整備され、19世紀末にはジロンド派記念碑が建てられた。この記念碑は元々フランス革命100周年を控えた1881年に企画されたものであったのだが、実際の製作は1894年から1902年にかけてのことであった。

#### ジロンド派記念碑
この記念碑は建築家ヴィクトル・リシュ (Victor Rich)、彫刻家アシル・デュミラトル (Achille Dumilâtre)、フェリックス・シャルパンチエ (Félix Charpentier)、ギュスターヴ・ドブリ (Gustave Debrie) らの着想によるものである。彼らは二つの池の中央に高さ43mの円柱を立てた。
記念碑は第二次世界大戦中に金属の供出のために撤去された。全体が復元されたのは1983年のことであった。

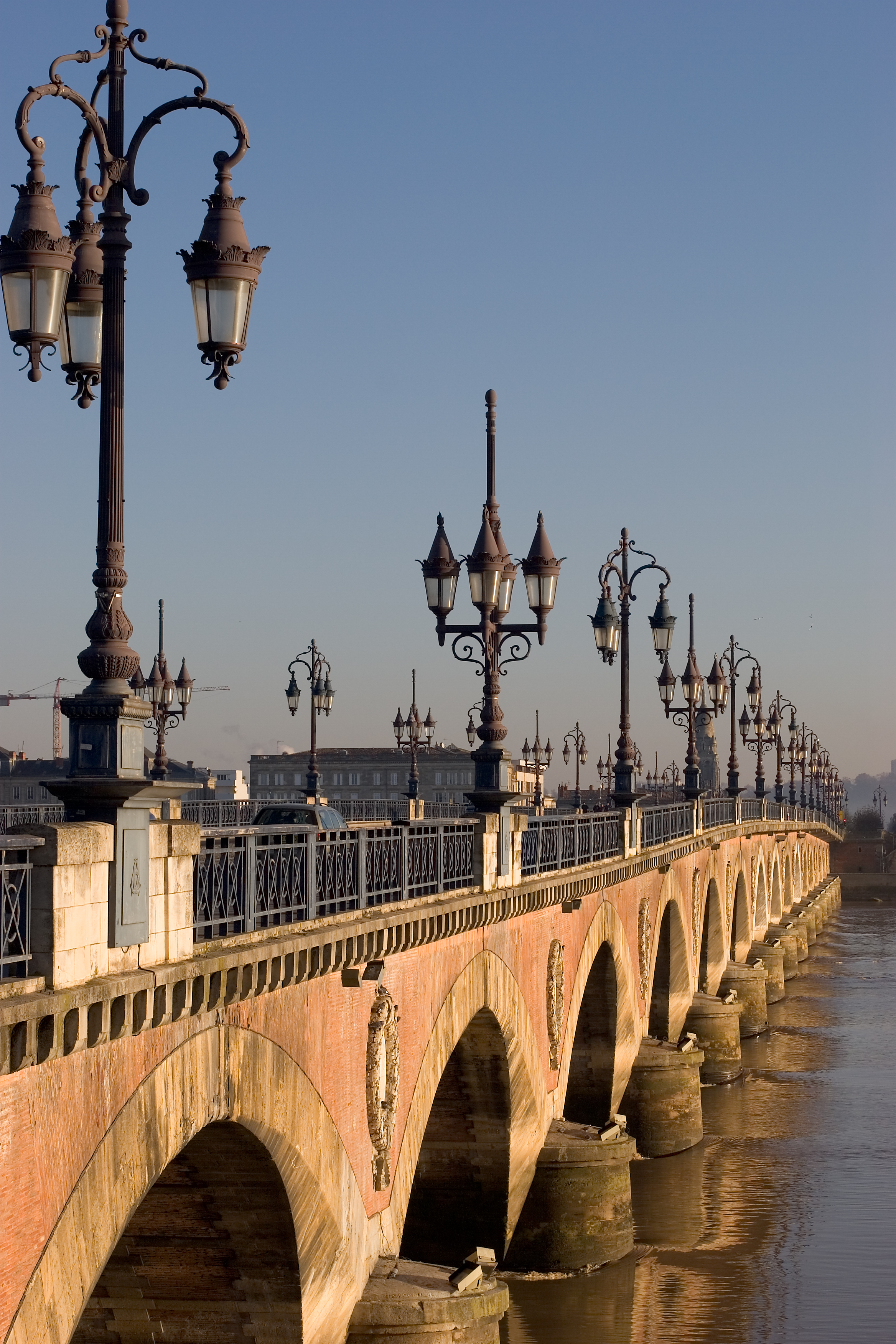
ピエール橋

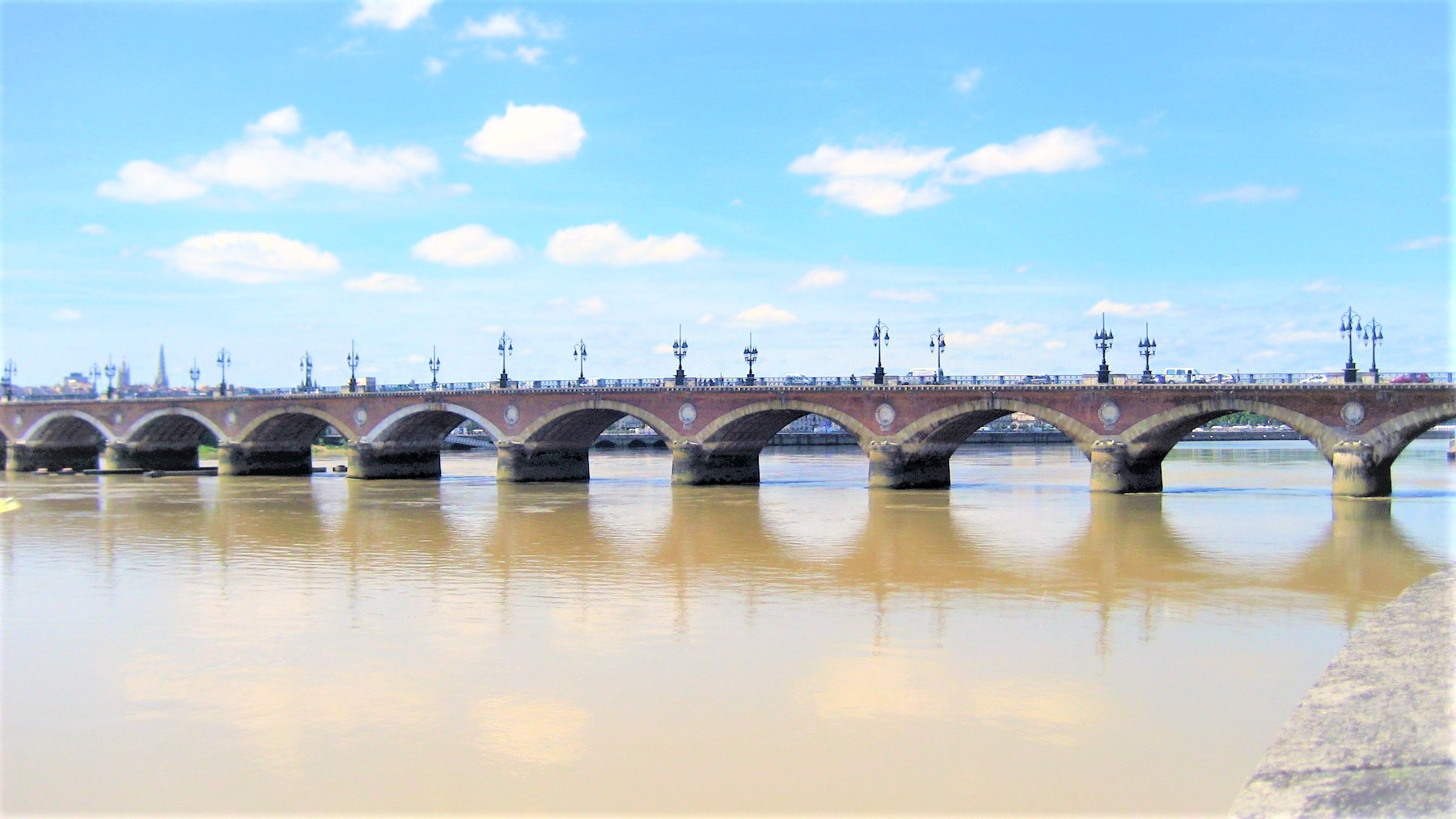
ピエール橋（ガロンヌ川）

### ピエール橋
ピエール橋は、ガロンヌ川左岸とバスティード界隈をつなぐ橋。1822年に建設され、ガロンヌ川を渡るボルドーの最初の橋であり、1965年までは唯一の橋でもあった。
1810年から1822年に、ナポレオン・ボナパルトの命令で架けられた。12年間、大工たちは一帯の流れの強さが引き起こす多くの問題に直面していた。橋脚を据え付けることに成功したのは、イギリスから借り受けた潜水鐘のおかげだった。橋のアーチは17個あるが、これはNapoléon Bonaparte の字数に合わせたものである。
側面にはレンガの橋脚ごとに皇帝を記念した白いメダイヨン（楕円飾り）があしらわれている。また、三日月を組み合わせた市の紋章も付けられている。

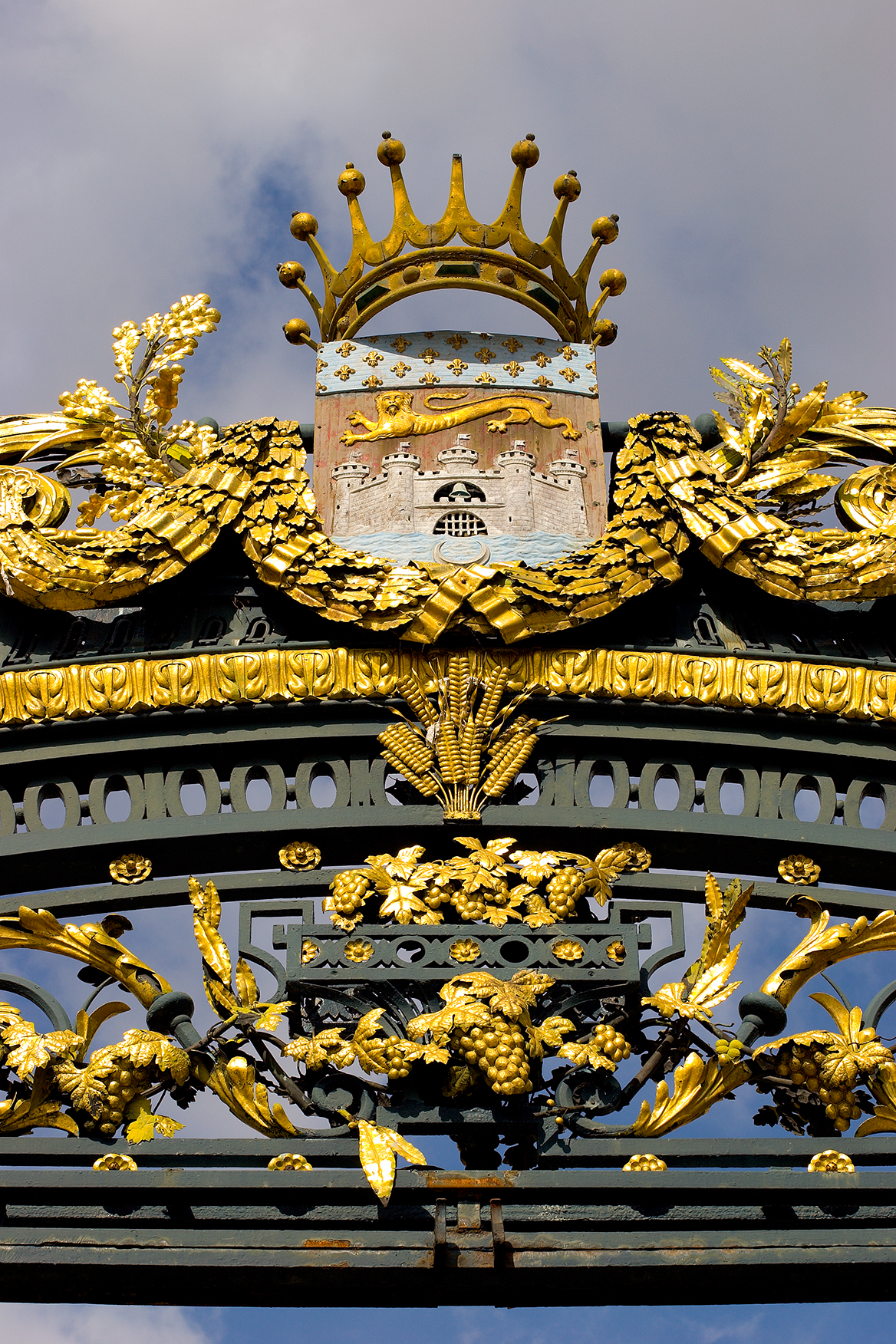
ロアン宮殿の門の飾り

### ロアン宮殿
ロアン宮殿 (palais Rohan) は、1771年から1784年に建てられたもので、大司教フェルディナン・マクシミリアン・メリアデック・ド・ロアンの要請で建てられたことからその名がある。ただし、ロアン大司教がそこに住むことはなかった。
第一帝政期にはナポレオン用の邸宅になった後、1835年に市庁舎（hôtel de ville）となり、現在に至る。改修されてはいるが、大きな正面階段やそれに続く木細工や騙し絵に飾られた大広間が、18世紀ボルドーにおける洗練された内装を伝えている。

## 世界遺産登録範囲のその他の名所
世界遺産の登録範囲（中核地域）には、「フランスのサンティアゴ・デ・コンポステーラの巡礼路」の一部として、1998年に世界遺産に登録されているサン＝タンドレ大聖堂をはじめとして、18世紀の都市計画以前からのボルドーの歴史を刻んでいる歴史的建造物群も存在する。

サン＝タンドレ大聖堂（北正面）

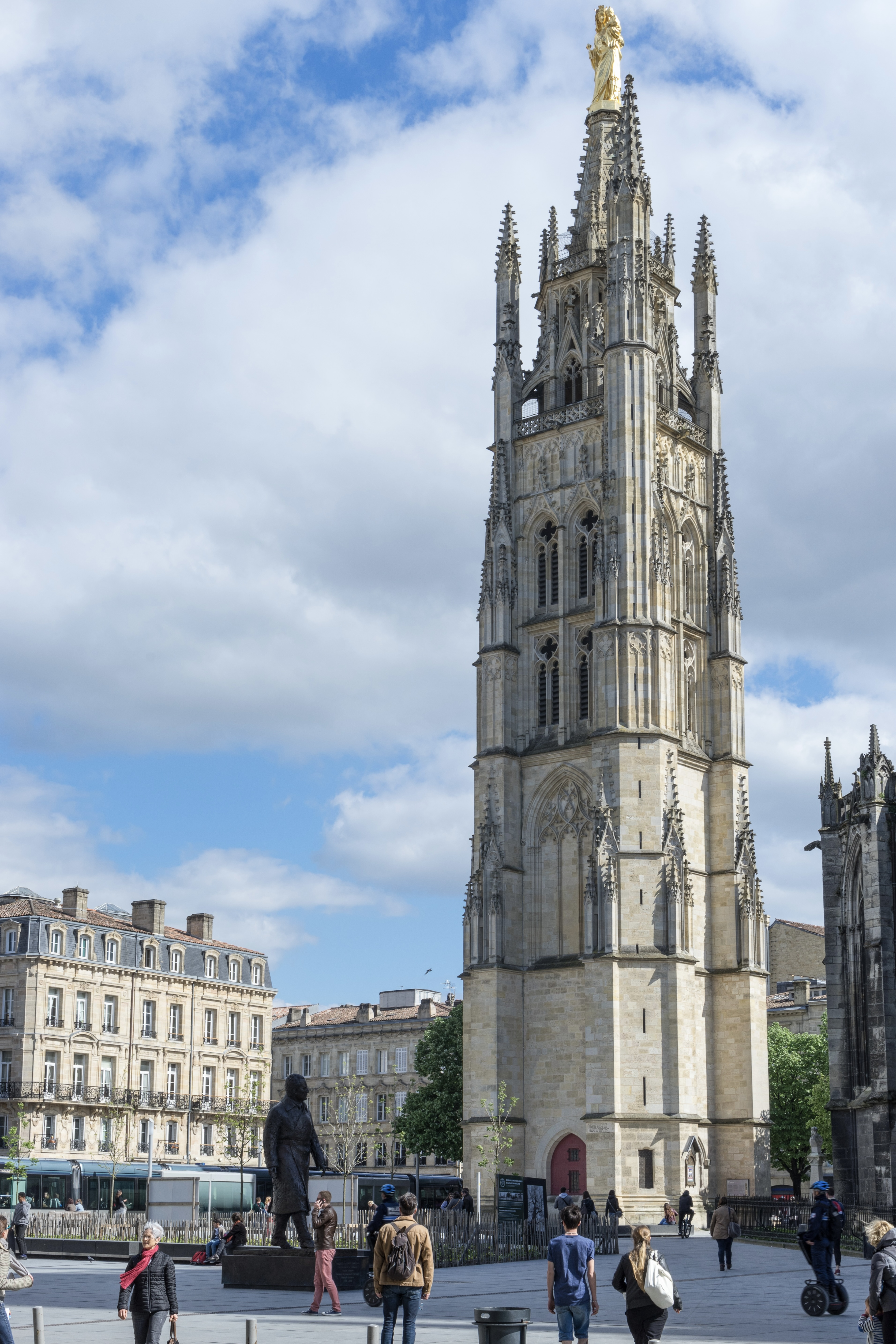
ペイ・ベルラン塔

### サン＝タンドレ大聖堂
サン＝タンドレ大聖堂 (cathédrale St.-André) の名は、1440年頃にボルドー大学を創設した大司教に因んでいる。彼の遺体は大聖堂の主祭壇の後ろに葬られた。
大聖堂自体は1096年にウルバヌス2世によって献堂された。大聖堂は長さ124mの身廊を持つラテン十字型の平面図に従って建造されている。11世紀ロマネスク様式の初期建造物は、身廊内部の壁しか残っていない。「王の門」は13世紀前半にまで遡れるが、後陣と翼廊は14世紀から15世紀にまでしか遡れない。
この建物と結びつく歴史的事件の中では、アリエノール・ダキテーヌとルイ7世の結婚式（1137年）が有名である。
大聖堂は「フランスのサンティアゴ・デ・コンポステーラの巡礼路」の一部として、1998年に世界遺産に登録されている。
大聖堂に近接して高さ66mの鐘楼であるペイ・ベルラン塔（Tour Pey-Berland）が建っている。

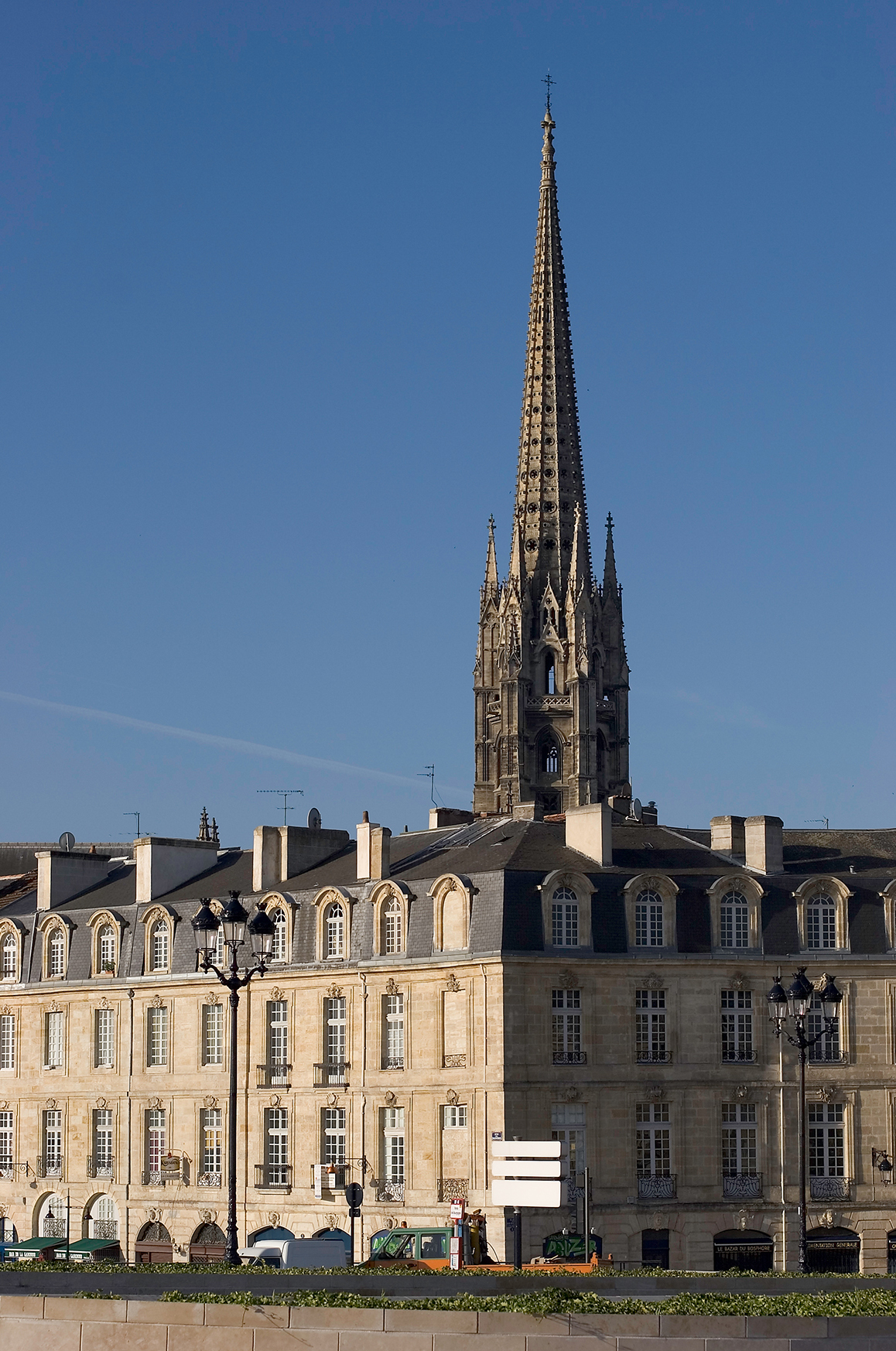
サン＝ミシェル大聖堂

### サン＝ミシェル大聖堂
サン＝ミシェル大聖堂 (Basilique Saint-Michel) は、15世紀末から16世紀に建てられたゴシック様式のバシリカ式教会堂である。説教壇はドラゴンを打ち倒す大天使ミカエルを表している。教会のステンドグラスは1940年の爆撃で破壊された。
孤立した鐘楼は114mの高さで、15世紀に建てられたものである。1881年には塔の下からガロ＝ローマン期の墓地やカタコンベが発見された。
これも「フランスのサンティアゴ・デ・コンポステーラの巡礼路」の一部として、1998年に世界遺産に登録されている。

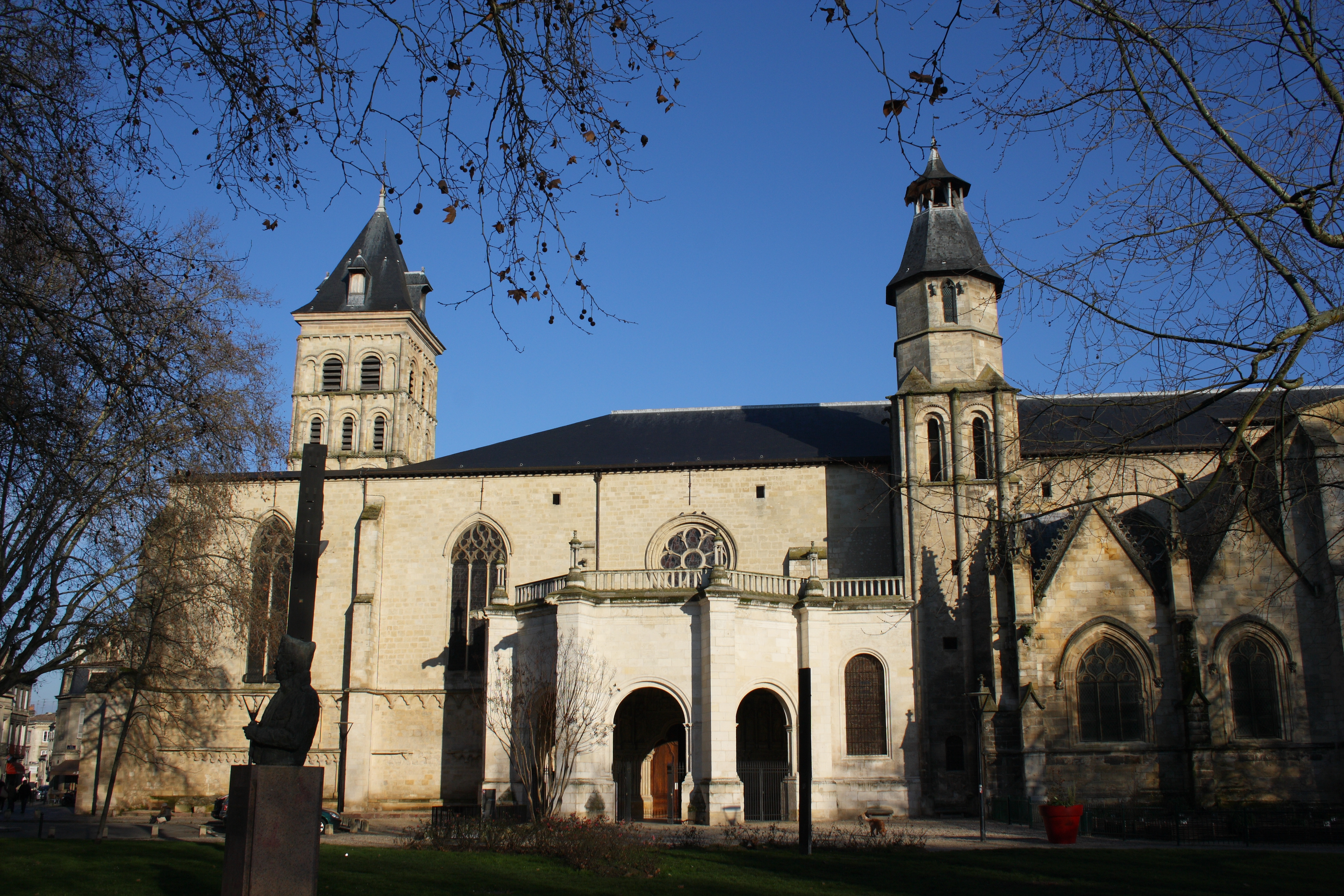
サン・スラン大聖堂

### サン・スラン大聖堂
詳細は en:Basilica_of_Saint_Severinus_of_Bordeaux

## 登録基準
この世界遺産は世界遺産登録基準のうち、以下の条件を満たし、登録された（以下の基準は世界遺産センター公表の登録基準からの翻訳、引用である）。
- (2) ある期間を通じてまたはある文化圏において、建築、技術、記念碑的芸術、都市計画、景観デザインの発展に関し、人類の価値の重要な交流を示すもの。
- (4) 人類の歴史上重要な時代を例証する建築様式、建築物群、技術の集積または景観の優れた例。